# Roos de Jong
Roos de Jong, född 23 augusti 1993, är en nederländsk roddare.

## Karriär
de Jong tog brons tillsammans med Lisa Scheenaard i dubbelsculler vid olympiska sommarspelen 2020 i Tokyo.
I augusti 2022 vid EM i München tog de Jong och Laila Youssifou silver tillsammans i dubbelsculler. Hon var också en del av Nederländernas lag som tog brons i åtta med styrman. Följande månad vid VM i Račice tog de Jong och Laila Youssifou återigen silver tillsammans i dubbelsculler. Hon var också en del av Nederländernas lag som tog silver i åtta med styrman.
I maj 2023 vid EM i Bled tog de Jong och Laila Youssifou brons tillsammans i dubbelsculler. I september 2023 vid VM i Belgrad tog hon silver tillsammans med Tessa Dullemans, Laila Youssifou och Bente Paulis i scullerfyra. Vid olympiska sommarspelen 2024 i Paris tog de silver tillsammans i scullerfyra.
Vid EM 2025 i Plovdiv tog de Jong guld i dubbelsculler tillsammans med Tessa Dullemans.